# أندرو بيرغ
أندرو بيرغ (بالإنجليزية: Andrew Berg)‏ هو مرشد ‏ أمريكي، ولد في 16 أكتوبر 1869، وتوفي في 1 مارس 1939.